# 尤利娅·罗达尔
尤利娅·罗达尔（瑞典語：Julia Roddar，1992年2月16日—），瑞典女子足球运动员。她曾代表瑞典参加2020年夏季奥林匹克运动会足球比赛，获得一枚银牌。她也曾参加2019年国际足联女子世界杯。